# Tamsalu
Tamsalu je město a samosprávná jednotka v Estonsku v kraji Lääne-Virumaa. V roce 2016 zde žilo 2 197 obyvatel. První zmínka o Tamsalu pochází z roku 1512 v souvislosti se stejnojmenným zámkem. Význam města vzrostl roku 1876, kdy zde vznikla železniční stanice.